# Dysphania bernsteinii
Dysphania bernsteinii är en fjärilsart som beskrevs av Felder 1874. Dysphania bernsteinii ingår i släktet Dysphania och familjen mätare. Inga underarter finns listade i Catalogue of Life.